# Hyalosaurus
Hyalosaurus é um género de lagartos da família Anguidae.
Este género contém as seguintes espécies:
- Hyalosaurus koellikeri